# اومو، نخست‌وزیر گوگوریو
اومو (کره‌ای: 음우; هانجا: 陰友؛ درگذشته ۲۷۱) نخست‌وزیر امپراتوری گوگوریو در زمان امپراتوران جونگچون و سوچون بود.

## پیش‌زمینه
نام خانوادگی نخست‌وزیر اومو ناشناخته است، و بنابراین، نمی‌توان اصل و نسب او را ردیابی کرد. با این حال، مشخص است که او از قبیله بیریو گوگوریو بود و حداقل یک پسر به نام سانگنو داشت که جانشین اومو به عنوان نخست‌وزیر امپراتوری گوگوریو شد.

## زندگی
سوابق تاریخی جزئیات کمی در مورد زندگی و پیشینه نخست‌وزیر اومو ارائه می‌دهد. اومو درسال ۲۵۴ میلادی نخست‌وزیر امپراتوری گوگوریو و جانشین میونگنیم اوسو شد. تنها واقعیت دیگری که فاش شد این است که اومو درسال ۲۷۱ میلادی درگذشت و پسرش سانگنو جانشین او شد.

## همچنین ببینید
- سه پادشاهی کره
- گوگوریو

| پیشین: میونگنیم اوسو | نخست‌وزیر گوگوریو ۲۵۴ ~ ۲۷۱ میلادی | پسین: سانگنو |